# Nippon Marathon
『Nippon Marathon』（ニッポンマラソン）は2018年12月17日に発売されたMicrosoft Windows(Steam)/PlayStation 4/Xbox One/Nintendo Switch用コンピュータゲームである。
本作の開発はOnion Soup Interactiveが行い、Microsoft Windows/Xbox One版はPQubeから、PS4/Nintendo Switch版はアークシステムワークスからそれぞれ発売された。

## 内容
本作は外国人から見た勘違い「ニッポン」を舞台とした障害物マラソンゲームであり、特徴の一つとして勝利条件が「一着になること」だけではないことが挙げられる。
プレイヤーにはスタート時に4つのスコアがあり、コースアウトしたり脱落したりすることでスコアが減少するため、最初にゴールしてもスコアが少なければ勝利にならない。
加えて、ゲーム内の行動もスコアの増減に影響する。
さらに、ステージ内の障害物（通行人含む）には物理効果があるため、プレイヤーが回避などに失敗して転んでしまうこともある。

### ルール・システム
- 1ゲームにつきプレイヤー含む4人が参加。コースに沿って進みながら障害物をジャンプやダッキングで交わしていく。ぶつかってしまうと転倒し一定時間操作不能となる。
- 1位のプレイヤーから一定距離離されるかコースアウトしてしまうと脱落。1人になった時点でラウンドリスタートとなる。
- 各プレイヤーは星を4つ持っており、最初に脱落した人が2個喪失、2番目に脱落した人が1個喪失、3番目に脱落した人は変動なし、最後まで残った人は1個獲得となる。ただし、下限は1個、上限は8個までとなる。
- ゲーム内にはアイテムボックスがあり、獲得するとアイテムを使う事が出来る。アイテムは片手に1個ずつ2個まで所持可能。アイテムは食べることもでき、食べると自己強化につながるものもあれば、キノコのようにマイナスの効果をもたらすものもある。
- 各プレイヤーには人気度があり、アイテムの使用やマスコットにぶつかるなどのプレーで上げることができるが、キノコの保持や観客にぶつかるなどのプレーで下がってしまう。ゴール時点の人気によってボーナスが変動する。
- 1ラウンドの生存時間が長いとサドンデスとしてメロンサドンデス（無差別にメロンがプレイヤーを狙って襲撃）かシバイヌサドンデス（プレイヤーを追いかけ進行を邪魔するシバイヌが大量に登場する）のどちらかが発生する。
- ラウンド開始時には時折イベントが発生することがある。
  - インタビュー

Wedyからのインタビューに4つの言葉を組み合わせて解答。その良さにより人気が変動する。
  - 迷路

ドクターDE JONGによる迷路にワープし早抜け対決。1位となったプレイヤーに星1個がボーナスとして与えられる。
  - スロットマシン

各自スロットマシンを止め、出た目のアイテムとフューチャー（「虚」→なし、「犬」→スロットがシバイヌに変化、「鯉」→スロットがコイに変化）でラウンドをスタートする。
- ゴール前には4つのパネルがあるが、うち1つか2つは突破できない壁になっており、ぶつかってしまうとタイムロスになってしまう。
- ゴールした時点での獲得星数・ゴール順位・人気・ステッカー数（アイテム使用数1位などで獲得）によって点数が決まり最終的な順位が決定する。

### ステージ
ワシワシ村
伝統ある村。モデルは京都府。
カワ川ラン(KAWA RIVER RUN)
川沿いを進んでいくステージ。中盤での滝下りを経て、後半からは千本鳥居をくぐる山登りへと変わる。モデルは鴨川・伏見稲荷大社。
ムラ寺村（MURA TEMPLE VILLAGE）
鯉が泳ぐ日本庭園から始まり、学校が併設されている寺院の中を通り、中盤からは芸者を避けながら狭い下り坂を通っていく。寺院の僧侶に当たってしまうと人気が大きく落ちてしまう。モデルは東山区・祇園。
カワセミ
魚介類からファッションまで全てを愛する300万都市。モデルは大阪府。
スーパー市場スイープ（SUPER ICHIBA SWEEP）
大通りから工事現場を通り、エレベーターで高層階へ移動。オフィスビルの中を通り、観覧車に乗ってスーパーマーケットへ突入。回転扉や回転テーブルなどのトラップをかいくぐっていく。モデルは梅田及びHEP FIVE観覧車。
カワセミ町サイト（KAWASEMI CITY SIGHTS）
遊覧船が並走する川沿いを走っていくが、道中では地震が発生し、看板の落下やコースの一部が崩壊する。また、サンドイッチマンやコース中盤の橋ではファイヤーパフォーマーによる妨害がある。後半からは和風料理店からナイトクラブへ進む。
モデルは道頓堀（道頓堀リバーウォーク→戎橋→道頓堀通）→難波。
山鳥
酒蔵や温泉がある町。日本の地方部がモデル。
アンセーフ酒蒸留所（UNSAFE SAKE FACILITY）
棚田を下りていき、コンバインが稼働中の田んぼへ突入。バックパッカーを倒すと人気が上がる。突破すると酒蔵へ突入。作られている「ゼロエイティ」はアルコール度数0%・ニトロ80%というシロモノであり、衝撃を与えると一定時間後に爆発する。
日本酒の醸造も行っている岐阜県・坂折棚田がモデル。
高温多湿モンキー（STEAMY STEAMY MONKEYS）
雪が降りしきる雪山の中を進んでいく。足場の不安定さに加え、ニホンザルがプレイヤーにしがみつくこともあり、崖下に落とすと大きく人気を落としてしまう。
道中に三猿の銅像があることや、つづら折りの山道（いろは坂）など栃木県・日光市がモデル。
ネオ人口
ニッポンの首都。その賑やかさから「仮眠さえとらない街」とされる。東京都がモデル。
人口駅ステーション（JINKO EKI STATION）
富士山を望む新幹線の上からスタート。信号や連結部分に注意しながら進んでいくが、道中では何故か並走する牛車にも乗り移る。駅に到着後はプラットフォームを進んでいくが、自動改札ではプレイヤーと同じ色の改札を通らないとゲートが閉まってしまう。緑色の電車に乗り柴谷屋駅へ到着。駅を登っていき柴谷屋交差点を渡る。
東海道新幹線→東京駅→山手線→渋谷駅→渋谷スクランブル交差点がモデル。
ネオ人口（NEO JINKO）
東京の各所を巡るステージ。柴谷屋交差点からロボットカフェがある金宿、駅を通り高架高速道路、（道中には「雲の木」も）、ヨヨパーク→狭い通り→プロレスが開催中のネオ人口ドーム→ゲームとメイドカフェがあるアキハーバー→レインボーブリッジを渡り空港でゴールとなる。
渋谷スクランブル交差点→新宿（ロボットレストラン）→東京駅→首都高速道路（東京スカイツリー）→代々木公園→原宿→東京ドーム→秋葉原→レインボーブリッジ→羽田空港がモデル。

### ゲームモード
ストーリーモード
ダーウィン・ニシボリ・ゼンベエ・スヌグルの4キャラクターでそれぞれ各ステージをプレーしていく。各ステージで1位を獲れないとリトライとなる。全8ステージ。
戦闘モード
シングルレース
1つのコースを舞台としたレース。
ハーフマラソン
前半4ステージもしくは後半4ステージをプレーし、その合計得点を競う。
フルマラソン　
全8ステージを通しでプレーし、その合計得点を競う。
パーティーゲームモード
ミニゲームのモード。最大1コントローラーで8人までプレー可能。
L.O.B.S.T.E.R.　エビのスタイル除去テレビ
障害物レース。奥に進むほど難易度が上がる仕組みとなっており、最も奥まで進んだプレイヤーが勝利となる。各プレイヤーは複数回挑戦することが出来るが、コースアウトや最高到達点に到達できなかった場合にアルファベットが烙印として押され、完成すると脱落となる。ショートゲームでは「E」「B」「I」の3アウト、ミドルゲームでは「P」「R」「A」「W」「N」の5アウト、ロングゲームでは「L」「O」「B」「S」「T」「E」「R」の7アウト制。
GO-GO-TROLLEY　ショッピングカートのユニークな楽しみ
プレイヤーを乗せたショッピングカートをボウルに見立てた巨大ボウリング。

## 登場人物

### プレイヤーキャラクター
ジェイ・ダーウィン（J Darwin）
ロブスターの着ぐるみを着た男性。ロブスター農家だった祖父の死を受け、家業を立て直すためにマラソンに参加した。
エリザベス・ニシボリ（Elizabeth Nishibori）
イッカクの着ぐるみを着た少女。海洋生物学者を夢見ていたが、父親からの圧力により量子力学の科学者にならざるを得なかった。
ゼンベイ・ゼンベエ（Zenbei “XEN BAE”）
セーラー服を着た老人。
スヌグル・マエストロ（Snuguru Maestro）
「I♥JOE」のセーターを首に巻いた二足歩行の犬。結婚相談所の設立を夢見ている。

### ボスキャラクター
ハンサム・ハズキ（Handsome Hazuki）　
ニッポンマラソンのチャンピオン。普段は俳優として活動している。
フェリックス・アリゾナ（Felix Arizona）
猫耳つきキャットスーツを着た、アフリカ系アメリカ人。
シロ・ヒデコ（Shiro Hideko）
エリザベスの姉で、ハズキの夫。
登場人物の中では唯一まともな衣装を着ている。
KG・パーク（KG Park）
韓国出身の両性具有のアイドル。

### その他
Doctor De Jong
ゼンベエの主治医。ラウンド開始時に発生する迷路イベントも主催する。
Wedy Jones
ニッポンニュース放送協会（NNBC）のレポーターで、ニッポンマラソンの司会進行役。
Abe Watanabe
ニュースのメインキャスター。
Sarah
ニュースのカメラマン。熱狂的ハズキファンで話題になる度に本番中にもかかわらず奇声を上げる。双子の妹 Zarahが代行することも。
Mr.Ootori
ニッポンマラソンフェアプレイ委員会委員長。選手のスコア計算や品位を欠いた言動を行ったプレイヤーに対する懲罰を決定する。

## 製作

### 背景
本作のクリエイター兼ディレクターのAndy Madinは12歳の時に『AKIRA』を見て以来、日本の文化を勉強してきた。
彼のパートナーであるAmy Preciousも日本に親しみがあり、2018年4月に二人で日本を訪れる計画を立てていた。
彼らは、外国人による勘違いと文化の不理解をジョークとして笑い飛ばそうという考えから、あえて「外国人が勘違いした『ニッポン』」のゲームをつくろうと考えた。
MadinはGame*Sparkとのインタビューの中で、「もし私がイギリスを舞台に同じようなゲームを作るとしたら、たくさんのビーフィーターや、赤い巨大なロンドンバス、ブルドッグ、そして食料品店で積み重なるアールグレイが突撃してくるようなものになるでしょう。」と述べている。

### 企画
本作は、2017年4月に、Unityのラグドール物理の実験プロジェクトとして設立されたのち、4人用ゲームとして作られた。
この時点で『とんねるずのみなさんのおかげでした』の「脳カベ」や『風雲たけし城』のようにも見えたため、Madinはグーグル翻訳による珍妙な日本語を付け加えた。Madinは日本語を付け加えるに当たり、あえて馬鹿馬鹿しいフレーズを優先し、意味をわかりにくくした。
Madinは前述のインタビューの中で、遊んでくれた友人が日本製のゲームだと思っていたと振り返っている。

### キャラクター設定
キャラクター設定に当たり、Madinは馬鹿馬鹿しい服装をさせることを思いついた。
ロブスターの着ぐるみを着たJ Darwinは、覆面レスラー愚乱・浪花の衣装から着想が得られている。
Snuguru MaestroはMadinとAmyの愛犬Busterをモデルとしており、人間の身体を持つ犬ならクラシック好きであろうという観点からピアニストという職業が付与された。

## 反響

### 評価
Game*Sparkのキーボード打海はアーリーアクセス版のバーサスモードの操作性を『マリオカート』にたとえ、『Gang Beasts』のような面白物理演算ゲームが好きな人にはお勧めだと述べた。
その一方でキーボード打海は、走行コースのナビゲーションが不十分であると指摘した。
YamaChanはアーリーアクセス版について好意的な評価を寄せた。
その一方でYamaChanは「ゲームはゲームだとして楽しんでいるつもりだ」とした上で、奈良市から郡上市を通過するカワセミステージについて、「このコースでは，頻繁に大地震が発生し，ビルの上から看板が落ちてきたり，地盤沈下でコースが変化したりする。その落下物や，地震から逃げ惑う人々が障害物となってランナーの邪魔をするわけだが，これだけは正直笑えない。地震そのものと言うより，そこに描かれる人の行動が，笑える対象にならないのだ。」と述べており、「表現の是非をここで論じるつもりはないが，遊んでみようと思っている人には，こういう内容も含まれているということだけ，お伝えしておきたい。」と締めくくっている。